# Анджеєво (гміна)
Анджеєво (гміна) (пол. Gmina Andrzejewo) — сільська гміна у центральній Польщі. Належить до Островського повіту Мазовецького воєводства.
Станом на 31 грудня 2011 у гміні проживало 4436 осіб.

## Площа
Згідно з даними за 2007 рік площа гміни становила 118.64 км², у тому числі:
- орні землі: 92.00%
- ліси: 3.00%

Таким чином, площа гміни становить 9.69% площі повіту.

## Населення
Станом на 31 грудня 2011:
| Опис     | Загалом | Загалом | Чоловіки | Чоловіки | Жінки | Жінки |
| -------- | ------- | ------- | -------- | -------- | ----- | ----- |
| одиниця  | осіб    | %       | осіб     | %        | осіб  | %     |
| все      | 4436    | 100     | 2247     | 50.65    | 2189  | 49.35 |
| міське   | 0       | 100     | 0        |          | 0     |       |
| сільське | 4436    | 100     | 2247     | 50.65    | 2189  | 49.35 |

## Сусідні гміни
Анджеєво (гміна) межує з такими гмінами: Замбрув, Заремби-Косьцельні, Острув-Мазовецька, Чижев, Шульбоже-Вельке, Шумово.